# Sajda (Palestyna)
Sajda – wieś w Palestynie, w muhafazie Tulkarm. Według danych Palestyńskiego Centralnego Biura Statystycznego w 2016 roku miejscowość liczyła 3436 mieszkańców.